# Peter Heeren

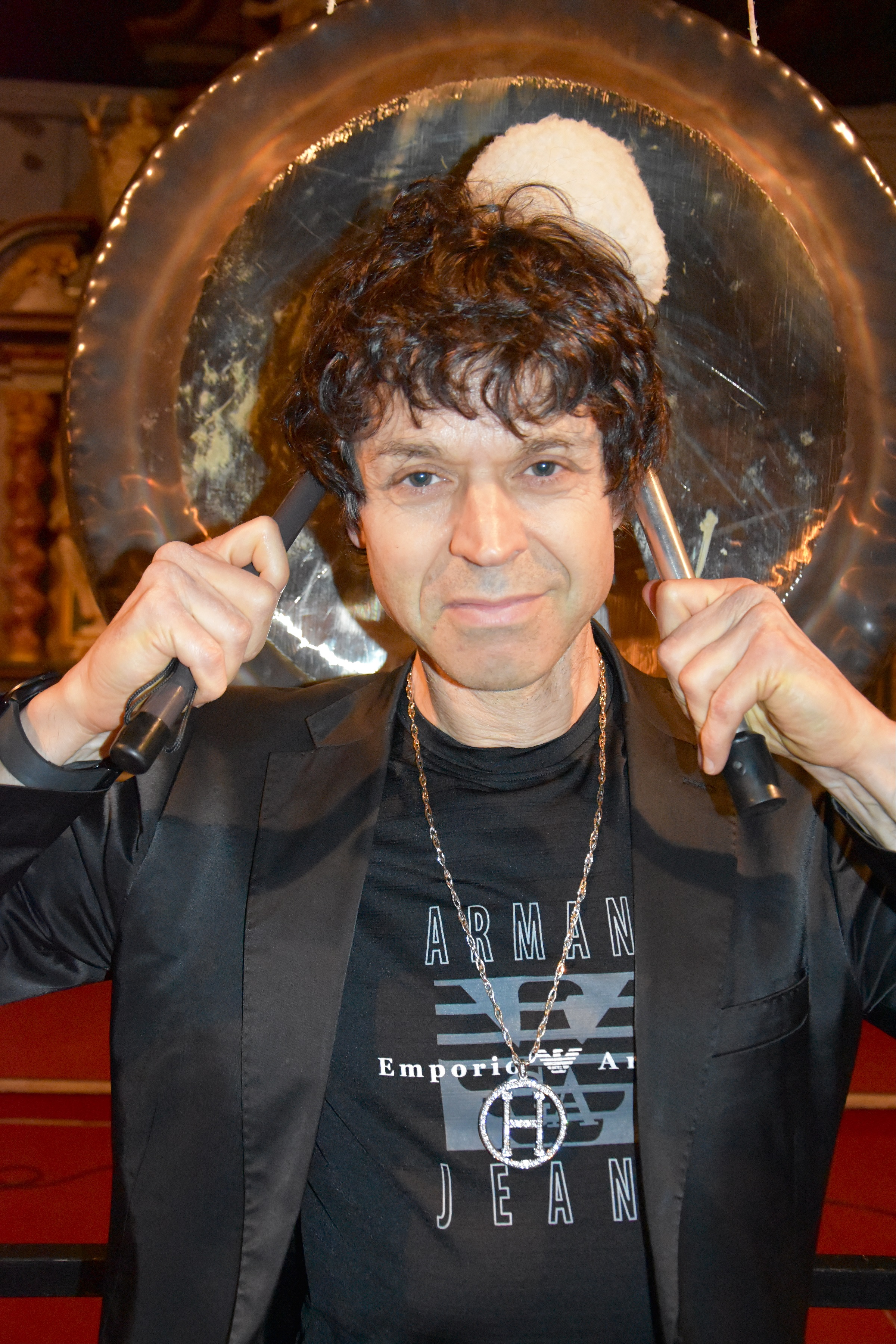
Peter Heeren, 2018

Peter Heeren (* 24. April 1965 in Aurich) ist ein deutscher Kirchenmusiker und Komponist.

## Leben
Peter Heeren studierte Kirchenmusik (A-Diplom) bei Martin Haselböck und Komposition bei Friedhelm Döhl an der Musikhochschule Lübeck. Er legte seine Konzertreifeprüfung im Fach Orgel bei Wolfgang Zerer an der Hochschule für Musik und Theater Hamburg mit dem Prädikat „mit Auszeichnung bestanden“ ab. Zahlreiche Aufführungen seiner Werke durch renommierte Musiker im In- und Ausland, darunter das Ballett Der Kredit (Uraufführung mit Improvisationen von Giora Feidman), Brief an Schönberg (Uraufführung durch Mitglieder des Bayerischen Sinfonieorchesters), Abschiedssinfonie für Violine und Orchester, Gebrauch des Lebens für Solisten, Chor und Orchester, Triptychon für Bariton Chor, Orgel und Elektronik (Uraufführung u. a. mit Sönke Tams-Freier, Text: Nikola Anne Mehlhorn), Von Liebeskunst (Text: Helmut Heißenbüttel). Sein Œuvre umfasst auch Werke für kleine Besetzung, mehrere Lieder, sowie Werke für Orgel, darunter sie liebt mich / sie liebt mich nicht (Uraufführung durch Martin Haselböck) näher, mein Gott, zu dir (Uraufführung durch Hans Gebhard) und Nordsee, die unter Corona-Bedingungen online von Alexander Annegarn uraufgeführt wurde.
Seit 2016 realisiert er literarisch-musikalische Projekte gemeinsam mit der Schriftstellerin Nikola Anne Mehlhorn, bspw. die politische Kulturaktion Künstler gegen Rechtsextremismus, 2017 das Musikwerk Triptychon, 2023 die Bricolage Matrix des Himmels (Textauszug der 2019 erschienenen Novelle EinmachEngel).
Seit 2000 beschäftigt er sich mit Gongs und ihren Klangwirkungen. 2021 wurde in Wuppertal seine kosmische Symphonie für 10 Gongs im Rahmen des Beuys-Performancefestivals Ich trete aus der Kunst aus! uraufgeführt. Eine weitere Aufführung des Werks fand im Museum Fluxus Plus in Potsdam statt.
Seit 1993 ist Heeren Kantor der Ev.-Luth. Kirchengemeinde Marne. Er lebt in Itzehoe.

## Schaffen
Peter Heeren entwickelte gemeinsam mit Nils Kay das Kompositionsprogramm JCself. Dieses generiert in einem iterativen Prozess nach dem Prinzip von Zufall und Auswahl numerische Werte, denen musikalische Eigenschaften – etwa Tonhöhe, Dauer oder Klangfarbe – zugeordnet werden. Dadurch entstehen synergetische Strukturen in den Kompositionen, wobei der Programmrahmen von den Komponisten vorgegeben wird.

## Preise und Ehrungen
- 1991: Förderpreis der Possehl-Stiftung[6]
- 1993: 1. Preis des bundesdeutschen Hochschulwettbewerbs
- 1994: Kulturpreis des Kreises Steinburg
- 2012: Sonderpreis anlässlich des Kompositionswettbewerbes der 50. Alsterwanderwegs-Konzerte, Hamburg

## Werke (Auswahl)
- Matrix des Himmels für Solisten, Sprecher, Orchester, Chor, Gong und Elektronik (Text: Nikola Anne Mehlhorn)
- Von Liebeskunst für Sprecher, Sopran, Bass, Saxophon, Orgel, Heißenbüttels Cembalo, Heißenbüttels Schreibmaschine, Gongs, Elektronik (Text: Helmut Heißenbüttel)
- Gedicht über das Andenken an die Kindheit meiner Kinder für Sprecher, Sopran, Bass und 3 Plattenspieler (Text: Helmut Heißenbüttel)
- Kosmische Gongsymphonie für 10 Gongs
- Gebrauch des Lebens für Soli, Chor und Orchester
- Triptychon für Bariton, Chor, Orgel und Elektronik
- Abschiedssinfonie für Violine und Orchester
- Psalm 146 / Vom wahren Vertrauen auf Gott / Versuch einer Wiederaneignung für Chor
- Brief an Schönberg für Sopran, 2 Oboe d’amore, 3 Klarinetten, Bassetthorn, Bassklarinette und Kontrabassklarinette
- Bazon 1–3 für Klavier
- sie liebt mich / sie liebt mich nicht für Orgel
- 5 Stücke für Cembalo
- Intermezzo für Streichquartett